# Царскосельское дворцовое правление
Царскосе́льское дворцо́вое правле́ние — историческое здание в Пушкине. Построено в 1744 году. Объект культурного наследия федерального значения. Расположено на Средней улице, дома 1 и 3, занимая квартал между Лицейском переулком и Леонтьевской улицей.

## История
До строительства здания правления на этом месте располагались постройки строительных служб дворца. Большой комплекс одноэтажных служебных корпусов был построен вдоль второй линии застройки слободы, позже названной Средней улицей, архитектором С. И. Чевакинским в 1744 году. Среди служб, занимавших корпуса, были Дворцовое правление, Царскосельский архив, также присутствовали экзерцир-зал, ледники и другие помещения. Крыло со стороны Леонтьевской улицы было перестроено в 1810 г. по проекту архитектора В. И. Гесте, а крыло со стороны Лицейского переулка было перестроено и надстроено В. П. Стасовым в 1825 году. В 1914—1917 гг. по приказу дворцового коменданта генерала В. Н. Воейкова архитектором Сильвио Данини этот корпус (а также соседний флигель — дом 5 по Певческому, ныне Лицейскому, переулку) был ещё увеличен для размещения квартир коменданта и сотрудников управления.
После ликвидации Царскосельского правления в 1918 году его архив был передан в Российский государственный исторический архив, а в архивных и конторских помещениях разместилась городская библиотека. Часть здания оставалась жилой. Долгое время часть помещений принадлежала типографии. Сейчас в здании размещается ряд организаций.

## Архитектура
Первоначальный барочный вид сохраняет только средняя часть здания. Крыло со стороны Леонтьевской улицы приобрело классическое оформление с портиком из шести колонн, квадратных в сечении. Над дверями сохранилась дата «1817» — год организации канцелярии главноуправляющего Дворцовым правлением.